# Bucas del Este
Bucas del Este (East Bucas Island,) es una isla situada en Filipinas, adyacente a la de Mindanao. Corresponde al término municipal de Dapa perteneciente a  la provincia de Surigao del Norte situada en la Región Administrativa de Caraga, también denominada Región XIII.

## Geografía
Forma parte del grupo las  islas de Bucas junto con las de  Grande Oeste y Enmedio. Este grupo está separado de la isla de Mindanao, municipio de Claver, por el estrecho de Hinatuán (Hinatuan Passage). El canal de Dapa, al norte, separa este grupo de la isla de Siargao, municipios de Del Carmen y Dapa.
Al este se encuentra el mar de Filipinas y al oeste el seno de Dinagat que nos separa del grupo de islas Dinagat.
Islas adyacentes son las de:
- Bancuyo, situada al norte y perteneciente al barrio de Bagakay.
- Monte, situada al sur y perteneciente al barrio de Montserrat.
- Inayuan, situada al este y perteneciente al barrio de Cabawa.
- Abanay, situada al norte de Bancuyo y perteneciente al barrio de Cambas-ac.

## Localidades
El municipio  de Dapa se divide, a los efectos administrativos, en 29 barangayes o barrios, de los cuales cuatro forman parte de esta isla:
| - Cabawa (449 habitantes) | - Dagohoy (268 habitantes) | - Montserrat (489 habitantes) | - Bagakay (494 habitantes) |